# This is MC 演唱會
《This is MC 演唱會》是由香港男歌手張天賦於2023年1月20日開始的演唱會演出。為張天賦首次於香港、澳門、廣州、佛山、馬來西亞舉辦的演唱會，亦是其出道後首個大型演唱會。

## 演出製作
《This is MC 演唱會》首站於2023年1月20日至22日在香港紅磡體育館舉行，這次是張天賦首次於紅磡香港體育館舉辦的個人演唱會，他亦感謝觀眾的支持。
本演唱會相隔數月宣布在2023年9月30日於澳門金光綜藝館舉辦一場演唱會，這次為出道後首個在香港以外舉行的演唱會，門票於2023年8月25日開賣，並在8月22日優先訂票，但只用了30分鐘便售聘。後期主辦方決定在2023年10月1日加開一場。
張天賦在2025年1月4日於澳門倫敦人綜藝館舉行《This is MC 2 Live In Macau》第四場時身體出現不適，雖曾嘗試彩排盡力演出，但表示狀態還是每況愈下，於是取消第五場的演出。澳門第五場在2025年2月1日補場。

## 售票
| 日期   | 日期     | 開售時間                          | 開售類型                         |
| ------ | -------- | --------------------------------- | -------------------------------- |
| 2022年 | 12月20日 | 上午10時正 （香港時間）           | 香港站城市售票網公開發售         |
| 2023年 | 8月22日  | 上午11時正 （香港、澳門時間）     | 澳門場BOOKYAY會員優先訂票        |
| 2023年 | 8月25日  | 中午12時正 （香港、澳門時間）     | 澳門場金光票務公開發售           |
| 2023年 | 8月30日  | 中午12時正 （香港、澳門時間）     | 澳門場金光票務公開發售（加場）   |
| 2024年 | 6月7日   | 下午2時正 （香港、廣州時間）      | 廣州站大麥網、貓眼公開發售       |
| 2024年 | 7月16日  | 中午12時正 （香港、馬來西亞時間） | 馬來西亞場etix.my公開發售        |
| 2024年 | 10月31日 | 上午11時正 （香港、澳門時間）     | 澳門場中銀VISA信用卡客戶優先訂票 |
| 2024年 | 11月4日  | 中午12時正 （香港、澳門時間）     | 澳門場金光票務公開發售           |
| 2024年 | 11月12日 | 中午12時正 （香港、澳門時間）     | 澳門場金光票務第一度加場公開發售 |
| 2024年 | 11月22日 | 中午12時正 （香港、澳門時間）     | 澳門場金光票務第二度加場公開發售 |
| 2025年 | 3月7日   | 下午4時正 （香港、深圳時間）      | 深圳站大麥網、貓眼公開發售       |

## 巡迴場次
| 場次                             | 日期                        | 國家／地區                  | 城市                        | 地點                        | 備註                         |                             |
| 第一階段：This is MC（6場）      | 第一階段：This is MC（6場） | 第一階段：This is MC（6場） | 第一階段：This is MC（6場） | 第一階段：This is MC（6場） | 第一階段：This is MC（6場）  | 第一階段：This is MC（6場） |
| -------------------------------- | --------------------------- | --------------------------- | --------------------------- | --------------------------- | ---------------------------- | --------------------------- |
| 1                                | 2023年1月20日               | 香港                        | 香港                        | 紅磡香港體育館              | 嘉賓：全民造星II「B4組」成員 |                             |
| 2                                | 2023年1月21日               | 香港                        | 香港                        | 紅磡香港體育館              | 嘉賓：馮允謙                 |                             |
| 3                                | 2023年1月22日               | 香港                        | 香港                        | 紅磡香港體育館              | 嘉賓：古巨基                 |                             |
| 4                                | 2023年9月30日               | 澳門                        | 澳門                        | 金光綜藝館                  | 嘉賓：小肥                   |                             |
| 5                                | 2023年10月1日               | 澳門                        | 澳門                        | 金光綜藝館                  | 嘉賓：小肥                   |                             |
| 6                                | 2023年11月27日              | 香港                        | 香港                        | 香港文化中心露天廣場C區     | 重返出道地方舉辦，免費入場。 |                             |
| 第二階段：This is MC 2（進行中） |                             |                             |                             |                             |                              |                             |
| 7                                | 2024年6月29日               | 中国大陆                    | 廣州                        | 寶能廣州國際體育演藝中心    | 三面台                       |                             |
| 8                                | 2024年8月24日               | 中国大陆                    | 佛山                        | 佛山國際體育文化演藝中心    | 三面台                       |                             |
| 9                                | 2024年9月7日                | 马来西亚                    | 吉隆坡                      | 雲頂世界雲星劇場            | 三面台                       |                             |
| 10                               | 2024年12月28日              | 澳門                        | 澳門                        | 倫敦人綜藝館                | 返場                         |                             |
| 11                               | 2024年12月29日              | 澳門                        | 澳門                        | 倫敦人綜藝館                | 返場                         |                             |
| 12                               | 2024年12月31日              | 澳門                        | 澳門                        | 倫敦人綜藝館                | 加場                         |                             |
| 13                               | 2025年1月4日                | 澳門                        | 澳門                        | 倫敦人綜藝館                | 加場                         |                             |
| 不適用                           | 2025年1月5日                | 澳門                        | 澳門                        | 倫敦人綜藝館                | 因MC張天賦身體不適而取消     |                             |
| 14                               | 2025年2月1日                | 澳門                        | 澳門                        | 倫敦人綜藝館                | 為1月5日場次補場             |                             |
| 15                               | 2025年2月22日               | 中国大陆                    | 東莞                        | 東莞銀行籃球中心            |                              |                             |
| 16                               | 2025年3月29日               | 中国大陆                    | 深圳                        | 深圳市體育中心體育館        |                              |                             |
| 17                               | 2025年5月3日                | 中国大陆                    | 清远                        | 清远體育中心體育館          |                              |                             |
| 18                               | 2025年8月9日                | 中国大陆                    | 肇慶                        | 肇慶新區體育中心體育館      |                              |                             |

## 演唱歌曲(香港/澳門)
- Overkill
- This is MC
- 喜劇之王（原唱：李榮浩）
- 尼古拉（原唱：李治廷）
- Lost Star（原唱：Adam Levine）/ As Long As You Love Me（原唱：Backstreet Boys）(澳)
- 凡星（原唱：陳蕾）
- 老派約會之必要
- 黑白（原唱：方大同）/ 花海(澳)[a]
- 乖乖報到
- 反對無效
- Mirrors（和全民造星II「B4組」成員合唱）（首場）/ 遠在眼前（第二場，和馮允謙合唱）/ 自我安慰（尾場，和古巨基合唱）/ 寵物（小肥合唱）(澳，首場) / 時光機（小肥合唱）(澳，尾場)
- MM7（柳應廷，首場）/ 思念即地獄（馮允謙，第二場）/ 友共情（古巨基，第三場）/ 時光機（小肥獨唱）(澳，首場) / 寵物（小肥獨唱）(澳，尾場)
- 以父之名（原唱：周杰倫）
- 我管你（原唱：華晨宇）
- 六月飛霜（原唱：陳奕迅）/ 第二人格(澳)
- 小心地滑
- 記憶棉
- 青春常駐（原唱：張敬軒）/ 最低保障(澳)
- 乾
- 單車（原唱：陳奕迅）/ 抽(澳)
- 最低保障 / 與我無關(澳)

Encore 1 : （一至二場、澳門）
- Loser
- 只限成人入場
- That's What I Like（原唱：Bruno Mars）
- Good time
- 世一
- 時候不早

Encore 2 : （只限香港尾場）
- 給缺席的人唱首歌

以下為紅館及澳門場次以外的歌單：
1. 花海 

2. 時候不早 

3. Love Song（原唱：方大同） 

4. 與我無關 

5. 抽 

6. 救命稻草 

7. Nothin' On You（原唱：B.o.B, Bruno Mars） 

8. 世一 

9. Talking to the Moon（原唱：Bruno Mars） 

Encore 

10. Good Time 

11. 老派約會之必要 

1. 百萬大道 

2. Overkill 

3. This is MC 

4. Good Time 

5. 喜劇之王（原唱：李榮浩） 

6. 乾 

7. 七點半鐘的陽光 

8. 老派約會之必要 

9. 花海 

10. 乖乖報到 

11. 反對無效 
 
12. 夜曲（原唱：周杰倫） 

13. 救命稻草 

14. 第二人格
 
15. 小心地滑

16. 與我無關 

17. 最低保障 

18. 隔牆有耳 

19. 抽 

20. 記憶棉 

Encore 

21. Loser 

22. 只限成人入場 

23. September with You 

24. 時候不早 

25. 世一 

1. 百萬大道 

2. Overkill 

3. This is MC 

4. Good Time 

5. 喜劇之王（原唱：李榮浩） 

6. 乾 

7. 小心碰頭（新歌首唱） 

8. 七點半鐘的陽光 

9. 老派約會之必要 

10. 花海 

11. 乖乖報到 

12. 反對無效 
 
13. 夜曲（原唱：周杰倫） 

14. 救命稻草 

15. 第二人格
 
16. 小心地滑

17. 與我無關 

18. 最低保障 

19. 隔牆有耳 

20. 抽 

21. 記憶棉 

Encore 

22. Loser 

23. 只限成人入場 

24. September with You 

25. 時候不早 

26. 世一 

1. 百萬大道 

2. Overkill 

3. This is MC 

4. Good Time 

5. 喜劇之王（原唱：李榮浩） 

6. 乾 

7. 小心碰頭 

8. 七點半鐘的陽光 

9. 老派約會之必要 

10. 花海 

11. 乖乖報到 

12. 反對無效 
 
13. 夜曲（原唱：周杰倫） 

14. 救命稻草 

15. 第二人格
 
16. 小心地滑

17. 與我無關 

18. 最低保障 

19. 隔牆有耳 

20. 抽 

21. 記憶棉 

Encore 1 

22. Loser 

23. 只限成人入場 

24. September with You 

25. 時候不早 

26. 世一 

Encore 2 

27. 尼古拉 

1. 百萬大道 

2. Overkill 

3. This is MC 

4. 這裡等（和陳澤鴻合唱） 

5. Photograph（原唱：Ed Sheeran） 

6. 就忘了吧（原唱：1K） 

7. 小心碰頭 

8. 七點半鐘的陽光 

9. 老派約會之必要 

10. 花海 

11. 乖乖報到 

12. 反對無效 
 
13. 夜曲（原唱：周杰倫） 

14. 救命稻草 

15. 第二人格
 
16. 小心地滑

17. 與我無關 

18. 一百個未老先衰的方法（新歌首唱）

19. 隔牆有耳 

20. 抽 

21. 記憶棉 

Encore 

22. Loser 

23. 只限成人入場 

24. September with You 

25. 時候不早 

26. 世一 

1. 百萬大道 

2. Overkill 

3. This is MC 

4. 這裡等（和陳澤鴻合唱） 

5. 刻在我心底的名字（原唱：盧廣仲） 

6. 娛樂人生（原唱：陳蕾） 

7. 小心碰頭 

8. 七點半鐘的陽光 

9. 老派約會之必要 

10. 花海 

11. 乖乖報到 

12. 反對無效 
 
13. 夜曲（原唱：周杰倫） 

14. 救命稻草 

15. 第二人格
 
16. 小心地滑

17. 與我無關 

18. 一百個未老先衰的方法 

19. 隔牆有耳 

20. 抽 

21. 記憶棉 

Encore 

22. Loser 

23. 只限成人入場 

24. September with You 

25. 時候不早 

26. 世一 

1. 百萬大道 

2. Overkill 

3. This is MC 

4. 這裡等（和陳澤鴻合唱） 

5. 浪漫手機（原唱：周杰倫） 

6. 娛樂人生（原唱：陳蕾） 

7. 小心碰頭 

8. 乾 

9. 七點半鐘的陽光 

10. 老派約會之必要 

11. 花海 

12. 乖乖報到 

13. 反對無效 
 
14. 夜曲（原唱：周杰倫） 

15. 救命稻草 

16. 第二人格
 
17. 小心地滑

18. 與我無關 

19. 一百個未老先衰的方法 

20. 最低保障 

21. 隔牆有耳 

22. 抽 

23. 記憶棉 

Encore 

24. Loser 

25. 只限成人入場 

26. September with You 

27. 時候不早 

28. 說謊者（新歌首唱）

29. Good Time 

30. 世一 

1. 百萬大道 

2. Overkill 

3. This is MC 

4. 這裡等（和陳澤鴻合唱） 

5. 浪漫手機（原唱：周杰倫） 

6. 娛樂人生（原唱：陳蕾） 

7. 小心碰頭 

8. 說謊者 

9. 七點半鐘的陽光 

10. 老派約會之必要 

11. 花海 

12. 乖乖報到 

13. 反對無效 
 
14. 夜曲（原唱：周杰倫） 

15. 救命稻草 

16. 第二人格
 
17. 小心地滑

18. 與我無關 

19. 一百個未老先衰的方法 

20. 最低保障 

21. 隔牆有耳 

22. 抽 

23. 記憶棉 

Encore 

24. Loser 

25. 只限成人入場 

26. September with You 

27. 時候不早 

28. 世一 

1. 百萬大道 

2. Overkill 

3. This is MC 

4. Good Time 

5. 乾 

6. 小心碰頭 

7. 說謊者 

8. 七點半鐘的陽光 

9. 老派約會之必要 

10. 花海 

11. 乖乖報到 

12. 反對無效 
 
13. 夜曲（原唱：周杰倫） 

14. 救命稻草 

15. 第二人格
 
16. 小心地滑

17. 與我無關 

18. 一百個未老先衰的方法 

19. 隔牆有耳 

20. 抽 

21. 記憶棉 

Encore 

22. Loser 

23. 只限成人入場 

24. September with You 

25. 時候不早 

26. 世一 

1. 百萬大道 

2. Overkill 

3. This is MC 

4. Good Time 

5. 小心碰頭 

6. 說謊者 

7. 懷疑人生（新歌首唱） 

8. 七點半鐘的陽光 

9. 老派約會之必要 

10. 花海 

11. 乖乖報到 

12. 反對無效 
 
13. 夜曲（原唱：周杰倫） 

14. 救命稻草 

15. 第二人格
 
16. 小心地滑

17. 與我無關 

18. 一百個未老先衰的方法 

19. 隔牆有耳 

20. 抽 

21. 記憶棉 

Encore 

22. Loser 

23. 只限成人入場 

24. September with You 

25. 時候不早 

26. 世一 

1. 百萬大道 

2. Overkill 

3. This is MC 

4. Good Time 

5. 小心碰頭 

6. 說謊者 

7. 懷疑人生 

8. 七點半鐘的陽光 

9. 老派約會之必要 

10. 東邪（新歌首唱） 

11. 乖乖報到 

12. 反對無效 
 
13. 夜曲（原唱：周杰倫） 

14. 救命稻草 

15. 第二人格
 
16. 小心地滑

17. 與我無關 

18. 一百個未老先衰的方法 

19. 目擊者（新歌首唱） 

20. 抽 

21. 記憶棉 

Encore 

22. Loser 

23. 只限成人入場 

24. 狼狽（新歌首唱） 

25. 時候不早 

26. 世一 

## 備註
1. ↑  非周杰倫2008年的歌曲